# فرانسوا ماريت
فرانسوا ماريت هو فنان ورسام وشاعر بلجيكي، ولد في 1893 في ويترن ‏ في بلجيكا، وتوفي في 1985 في خيخون في إسبانيا.